# Янків Ігор Тарасович
І́гор Тара́сович Я́нків (нар. 27 серпня 1971) — український політик, член ВО «Свобода», народний депутат України VII скликання.

## Трудова діяльність
2010–2012 рр. — депутат Івано-Франківської обласної ради.
З 12 грудня 2012 — народний депутат України 7-го скликання від партії Всеукраїнське об'єднання «Свобода», № 10 в списку. Секретар Комітету з питань сім'ї, молодіжної політики, спорту та туризму.
Старший викладач у Львівському державному університеті фізичної культури.
Голова партійного суду ВО «Свобода».
Кандидат наук з фізичного виховання і спорту, автор близько 10 наукових статей.

## Захоплення
Кандидат у майстри спорту з шахів.